# Atlee Mahorn
Atlee Mahorn (Parroquia de Clarendon, Jamaica, 27 de octubre de 1965) fue un atleta canadiense de origen jamaicano, especializado en la prueba de 200 m en la que llegó a ser medallista de bronce mundial en 1991.

## Carrera deportiva
En el Mundial de Tokio 1991 ganó la medalla de bronce en los 200 metros, con un tiempo de 20.49 segundos, llegando a meta tras el estadounidense Michael Johnson y el namibio Frankie Fredericks.